# Véronique Bracco
Pour les articles homonymes, voir Bracco.
 (décembre 2020).
Véronique Bracco, née le 3 juin 1976 à Nice, est une pianiste, professeur de piano et compositrice française.

## Biographie

### Pianiste
Véronique Bracco étudie notamment au Conservatoire de Nice et au Conservatoire de Boulogne-Billancourt dans la classe de Marie-Paule Siruguet, d'où elle sort alors avec les premiers prix de piano et de musique de chambre, ainsi qu'auprès de Pascal Devoyon, Jacques Rouvier et Isabelle Dubuis.
À 14 ans, elle part vivre en Allemagne et entre dans la classe de Peter Eicher, professeur à la Musikhochschule de Karlsruhe et à la Musikschule de Mannheim, puis quelques années plus tard, en Finlande, dans la classe du pianiste russe Nikita Jushanin, professeur au Conservatoire de Saint-Pétersbourg.
Elle obtient les premiers prix du Concours international de Piano Steinway & Sons à Hambourg, du World Piano Competition à Cincinnati et du Prix Spécial Mozart à Stuttgart. Elle travaille auprès de Nikita Magaloff, Aquiles Delle Vigne et Vladimir Feltsman, puis commence sa carrière de pianiste concertiste en se produisant en concerts en solo à l'étranger tout comme en France.
Véronique Bracco donne de nombreux récitals de piano en tant que soliste (en France, Allemagne, Finlande, Italie, États-Unis, Pays-Bas...), mais elle s'est aussi produite de nombreuses années en concert avec la violoniste Marie Cantagrill (en France et à l'étranger), avec qui elle a enregistré deux albums : Romantique et virtuose et Récital slave,.
En 2015, le chanteur lyrique Michel Fenasse-Amat lui propose de rejoindre son projet Aria Pireneus. De ce projet, autour de compositions originales sur le thème des Pyrénées de Michel Fenasse-Amat (arrangées par Pierre Csillag), naît un album, Aria Pireneus. De nombreux concerts suivent alors, dont en 2017, leur participation aux médiévales d'Issel, toujours sous la direction musicale de Pierre Csillag. Pour ce projet, Véronique fait partie de l'ensemble orchestral d'Aria Pireneus.

### Compositrice

#### De 1986 à 1998
Véronique Bracco commence à composer à l'âge de 10 ans. La partition de l'un de ses premiers morceaux, Petite sérénade à Luisenpark, est éditée aux Éditions Henry Lemoine alors qu'elle a 13 ans, ce qui fait d'elle la plus jeune Française dont la musique est éditée. Le morceau reçoit ensuite le Premier Prix Spécial Europe [Jumelage Königstein][Quoi ?] et est choisi à plusieurs reprises comme morceau imposé dans les Concours Bellan et Gil Graven.
Membre de la SACEM depuis 1990, elle écrit depuis des œuvres pour piano, violon-piano, violon-contrebasse-piano et des arrangements pour orchestre. Elle compose un concerto pour piano et orchestre à l'âge de 14 ans pour le bicentenaire de la mort de Mozart. Le concerto est remarqué par Christian Manen (prix de Rome de composition et professeur au Conservatoire de Paris), avec qui elle le joue en première mondiale à Asnières sous sa direction. Elle compose ensuite un concerto pour violon et orchestre, une musique originale pour le court-métrage Chassé-Croisette d'un jeune réalisateur cannois[Qui ?] en 1997.
En 1998, sa Romance pour violon et piano en ré majeur est éditée aux Éditions Barcarolles. Elle interprète fréquemment ses œuvres pour piano seul ou violon et piano en concert.

#### Depuis 2017
Depuis 2017, Véronique Bracco remet son activité de compositrice au premier plan après s'être consacrée pendant plusieurs années à la scène et à l'enseignement. 
De nombreux morceaux voient le jour, dont tout d'abord Fantasia do renascer pour piano seul, une pièce très personnelle qui marque son retour à la composition et qu'elle joue en première mondiale à l'INSA de Toulouse lors de leur concert « Autour des compositrices » pour la journée internationale des droits des femmes. 
Elle écrit aussi un cycle de pièces pédagogiques pour piano à quatre et six mains, et pour deux pianos à huit mains qui lui sont commandées par le Conservatoire de Musique de Colomiers.
Puis, à la suite de la commande du pianiste Didier Castell-Jacomin, Véronique Bracco compose un morceau pour piano seul, Plus fort que la haine, en mémoire de Matthew Shepard, jeune gay qui avait été kidnappé, torturé et tué en 1998 aux États-Unis, composé pour le vingtième anniversaire de sa disparition, et que Didier Castell-Jacomin interprète à plusieurs reprises aux États-Unis, en Italie et en France en 2019. 
C'est aussi à la suite d'une commande pour un concert à l'Ambassade de France à Berlin, qu'elle compose en 2019 un morceau en mémoire des triangles roses, déportés homosexuels persécutés sous le régime nazi.
A part ces commandes, d'autres morceaux voient le jour en 2019 : tout d'abord, la Sérénade à l'aube d'un jour nouveau, un duo concertant pour violon et piano, composée pour la violoniste concertiste Marie-Annick Nicolas, en fait la création aux côtés de Véronique Bracco au piano en mai 2019 à Verquin. Cette pièce fait aussi partie d'une série de récitals qui suivent, toujours avec les deux interprètes ; puis sa Fantaisie tragique pour violoncelle et piano, composée en hommage à Jacqueline du Pré, qui est créée par la violoncelliste anglaise Susan Edward et Véronique Bracco en 2019.

### Professeur de piano et accompagnatrice
Professeur de piano diplômée d'État, Véronique Bracco enseigne le piano depuis 1997. Elle est aussi accompagnatrice en conservatoires, écoles de musique, ou encore à l'occasion de concours instrumentaux nationaux ou internationaux, ainsi que dans divers stages musicaux.

## Discographie
- Récital slave : Brahms (Danses hongroises nos 1, 4, 5), Tchaïkowski (Méditation, op. 42), Smetana (Du pays natal), Josef Suk (Appassionato, op. 17) ; Wieniawski (Scherzo Tarentelle op. 16) ; Rachmaninoff (Vocalise op. 34 no 14) ; Rimski-Korsakov (Le vol du bourdon) - Marie Cantagrill, violon ; Véronique Bracco, piano (2008, Hacienda 2 365072) (OCLC 658960185)
- Les airs bohémiens : Sarasate (Les airs bohémiens) ; Berlioz (Rêverie et caprice, op. 8) ; Weber (Sonate pour violon no 2) - Marie Cantagrill, violon ; Véronique Bracco, piano (2009, ABP musique classique) (OCLC 762453527)